# Ленжевр
Ленже́вр (фр. Lingèvres) — коммуна во Франции, находится в регионе Нижняя Нормандия. Департамент коммуны — Кальвадос. Входит в состав кантона Бальруа. Округ коммуны — Байё.
Код INSEE коммуны — 14364.

## Население
Население коммуны на 2010 год составляло 492 человека.
| 1962 | 1968 | 1975 | 1982 | 1990 | 1999 | 2010 |
| ---- | ---- | ---- | ---- | ---- | ---- | ---- |
| 525  | 535  | 493  | 455  | 464  | 458  | 492  |

## Экономика
В 2010 году среди 303 человек трудоспособного возраста (15—64 лет) 241 были экономически активными, 62 — неактивными (показатель активности — 79,5 %, в 1999 году было 72,6 %). Из 241 активных жителей работали 215 человек (108 мужчин и 107 женщин), безработных было 26 (14 мужчин и 12 женщин). Среди 62 неактивных 23 человека были учениками или студентами, 22 — пенсионерами, 17 были неактивными по другим причинам.